# Lina Bo Bardi

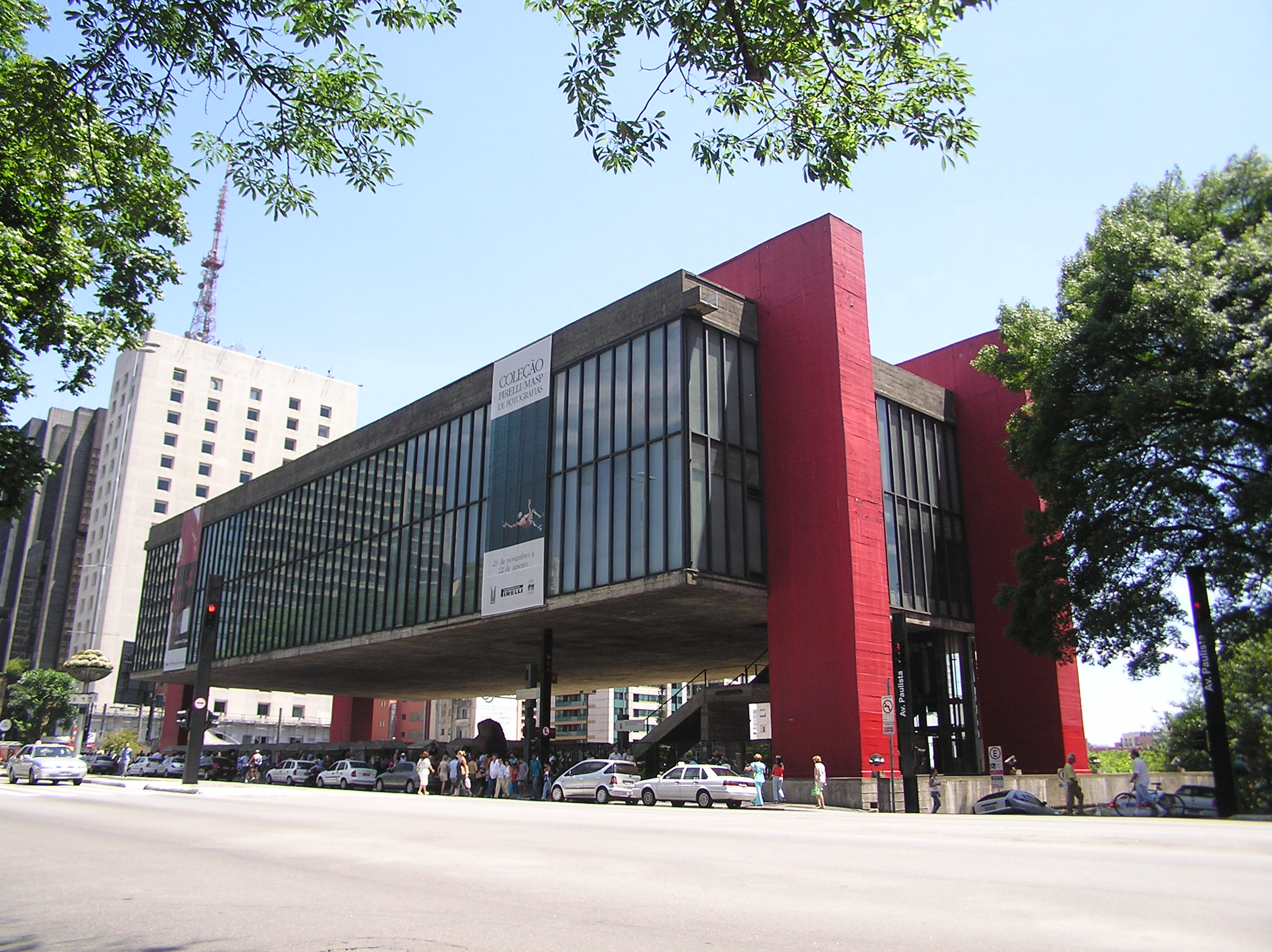
Museu de São Paulo, de Lina Bo Bardi

Achillina Bo, més coneguda com a Lina Bo Bardi (Roma - Itàlia, 5 de desembre de 1914 — São Paulo - Brasil, 20 de març de 1992) fou una arquitecta italobrasilera.

## Biografia
Lina estudia a la Facultat d'Arquitectura de la Universitat de Roma durant la dècada de 1930. Després de graduar-se es trasllada a Milà, on treballa per a Gio Ponti, editor de la revista Quaderni di Domus, de la qual arribarà a ser editora. Posteriorment s'estableix i obre el seu estudi. Durant la II Guerra Mundial té molt pocs encàrrecs i, a més, el seu estudi desapareix el 1943 després d'un atac aeri. Coneix en Bruno Zevi, amb qui funda la publicació setmanal A Cultura della vita. En aquesta època Lina participa en la resistència a l'ocupació alemanya com a membre del Partit Comunista Italià.

## Al Brasil

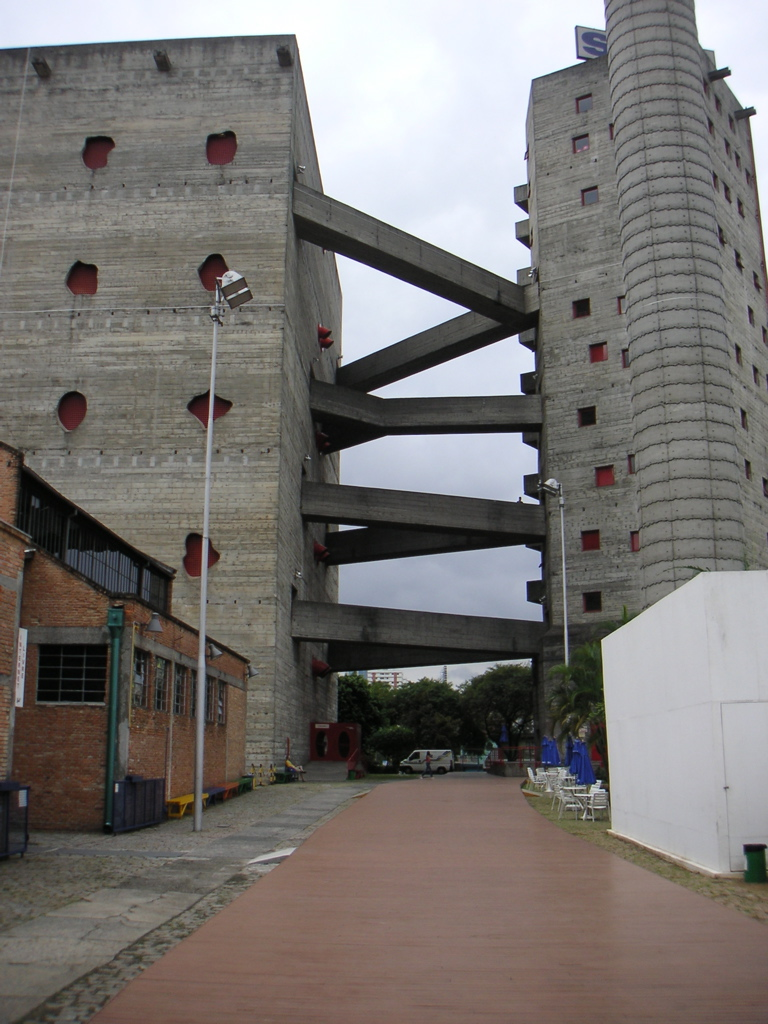
SESC, l'obra més famosa de Lina Bo Bardi.

El 1946, després de la guerra, es casa amb el periodista Pietro Maria Bardi, i decideixen emigrar al Brasil, país del qual obtindrà la ciutadania el 1951.
Al Brasil troba una cultura moderna, molt diferent de l'ofegament que es viu a Europa. S'instal·len a Rio de Janeiro, encantats amb la naturalesa de la ciutat i els seus edificis moderns, com l'actual Edifici Gustavo Capanema, l'antic Ministeri d'Educació i Salut; projectat per Le Corbusier, Oscar Niemeyer, Lúcio Costa, Roberto Burle Marx i un grup de joves arquitectes brasilers. Però finalment la seva residència serà a São Paulo, on el seu marit rep l'encàrrec d'un museu.
Inicia una col·lecció d'art popular brasiler (la seva principal influència) i el seu treball es converteix en un diàleg entre allò popular i allò modern. Lina parla d'un espai que s'ha de construir perquè hi visquin les persones, per tant els edificis han de tenir un ús popular i quotidià.
El 1957 s'inicia la construcció del MASP (Museo de Arte de São Paulo), acabat el 1962 després de moltes interrupcions. Aquest museu és el seu projecte principal a São Paulo, pel qual rebé grans elogis de l'arquitectura internacional.
Al final de la dècada de 1970 realitza una de les seves obres més paradigmatiques, l'edificio SESC - Pompéia, que es converteix en una referència de la història de l'arquitectura de la segona meitat del segle xx.
Lina manté una intensa vida cultural fins al final de la seva vida. I es mantingué activa, amb diversos projectes en dansa, fins a la seva mort el 1992.
No només es dedicà a l'arquitectura, també treballà en el teatre, cinema, arts plàstiques, escenografia, disseny de mobles i d'exposicions.

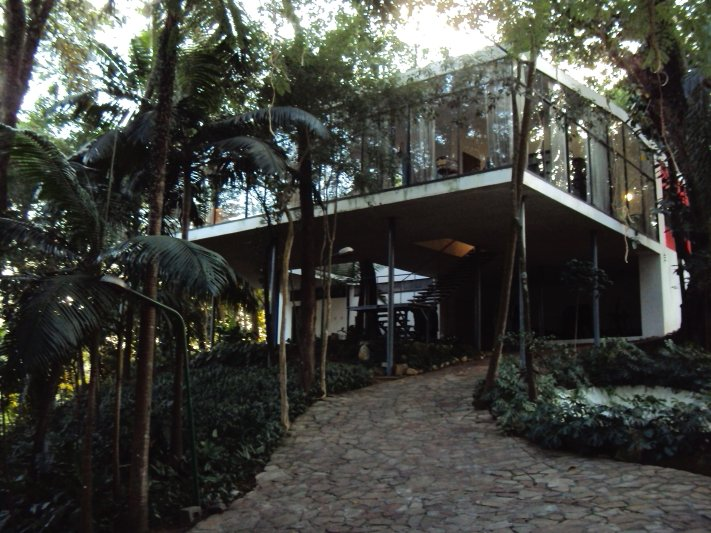
Casa de vidre, São Paulo. Foto: Thiago Esperandio/Ministério da Cultura

## Principals obres arquitectòniques
- Instituto Pietro Maria Bardi (Casa de vidre), São Paulo, 1951 - originalment residència de Lina.
- Museu d'Art de São Paulo, São Paulo, 1958
- Projeto de la "Casa da Cultura", Recife 1963
- Igreja do Espírito Santo do Cerrado, Minas Gerais, 1976
- Museo de Arte de Bahía
- Teatro Oficina, São Paulo, 1990
- SESC Pompéia - Fábrica, São Paulo, 1990
- Reforma del "Palácio das Indústrias", São Paulo 1992 - inacabat.